# New Generation
New Generation (ou também conhecido como Paquitas New Generation) é o terceiro álbum de estúdio das assistentes de palco e girl group Paquitas, então formado por Andrezza Cruz, Bárbara Borges, Caren Daniela, Diane Dantas, Gisele Delaia, Graziella Schmitt e Vanessa Amaral. Lançado em 1995, este é o primeiro álbum do grupo com novas integrantes, as denominadas New Generation, e também o primeiro de dois no total lançados por essa mesma formação. As canções mais conhecidas são "Nova Geração", "Telefone Toca", "O Caderninho", "Toca Um Funk Melody" e a nova versão da canção "Fada Madrinha (É Tão Bom)", gravada originalmente pelo grupo em 1989. 50 mil cópias foram vendidas em 1 mês, e obteve 200 mil cópias vendidas conquistando o disco de ouro.

## Faixas
| N.º            | Título                      | Compositor(es)                                   | Duração |  |
| 1.             | "Nova Geração"              | Zé Henrique Fred Pereira Ángel Mattos            | 3:34    |  |
| 2.             | "Telefone Toca"             | Alvaro Socci Cláudio Matta                       | 4:00    |  |
| 3.             | "Hora do Recreio"           | Socci Matta                                      | 3:55    |  |
| 4.             | "Ah! O Amor"                | Val Martins Paulo Sérgio Valle                   | 3:37    |  |
| 5.             | "Suor e Sorriso"            | Socci Matta                                      | 3:11    |  |
| 6.             | "O Caderninho"              | Olmir Stocker                                    | 3:09    |  |
| 7.             | "Meu Primeiro Amor"         | Socci Matta                                      | 4:15    |  |
| 8.             | "Ficar Por Ficar"           | Socci Matta                                      | 3:30    |  |
| 9.             | "Bom Mesmo É Estudar"       | Socci Matta                                      | 3:24    |  |
| 10.            | "Melô da Bicicleta"         | Laura Finocchiaro Zezinho Mutarelli Leca Machado | 3:52    |  |
| 11.            | "Beijinho"                  | Henrique Pereira Mattos                          | 3:49    |  |
| 12.            | "Toca Um Funk Melody"       | Aramis Barros Sérgio Valério                     | 4:10    |  |
| 13.            | "Fada Madrinha (É Tão Bom)" | Tito Costa Borges Machado                        | 5:09    |  |
| Duração total: | Duração total:              | Duração total:                                   | 49:24   |  |

## Vendas e certificações
| Região | Certificação | Vendas/distribuição |
| --- | ------------ | ------------------- |
| Brasil | Ouro         | 200.000*            |
| *vendas baseadas apenas na certificação ^distribuições baseadas apenas na certificação xdistribuições não-especificadas baseadas apenas na certificação |              |                     |